# Arenaria humifusa
Arenaria humifusa (піщанка розпростерта) — вид трав'янистих рослин родини гвоздичні (Caryophyllaceae), поширений у Північній Європі й на півночі Північної Америки. Етимологія: лат. humus — «ґрунт», лат. fusus — «витягнутий».

## Таксономічні примітки
Arenaria відрізняється від інших невеликих гвоздикових, маючи коротше і ширше листя й короткі, товсті волоски на стеблах і краях листків.

## Опис
Це багаторічні рослини. Кореневища слабкі, тонкі, 0.5–15+ см. Листки супротивні, 3–5 × 2–2.5 мм, широко яйцевиді або оберненояйцевидні, від тупих до округлих, з яскраво вираженою середньою веною, безволосі, окрім товстого волосся біля основи, м'ясисті, темно-зелені або з червонуватим або пурпуровим відтінком. Квіти поодинокі або дуже рідко буває 2–4 квітки. Квіти на квітконіжках 1–2 мм, радіально-симетричні, 6–8 мм у діаметрі, з 5 вільними чашолистками й пелюстками. Чашолистки 3–4 × 1.2–1.4 мм, довгасті, підгострі, з нечіткими серединними жилами, голі, темно-зелені або пурпурні з дуже вузькими (до 0.2 мм) рожевими краями. Пелюстки 4–5 × 1.5–2.5 мм, трохи довші за чашолистки, еліптичні, тупі, що розширюються, напівпрозоро білі. Тичинок 10; пиляки дуже короткі, 0.2–0.3 мм, блідо-рожеві. Капсули 4–5 мм, довші за чашолистки, які виступають з квітки, коли зрілі, грушоподібної форми, оливково-коричневі, злегка блискучі з однією коміркою на кілька насінин. Насіння 0.6–0.8 мм, коричневе.

## Поширення
Північна Америка (Ґренландія, Сен-П'єр і Мікелон, Канада); Європа (Норвегія [вкл. Шпіцберген], Швеція, Росія)
Населяє вологий, вапняний або принаймні основний субстрат і тріщини скель.

## Відтворення
Статеве розмноження насінням; дуже місцеве вегетативне розмноження столонами. Немає адаптації до запилення комахами; ймовірне самозапилення. Насіння не пристосоване до будь-якого особливого виду поширення, ймовірно, пасивно розповсюджується землею на короткій відстані.